# Marcus Luttrell

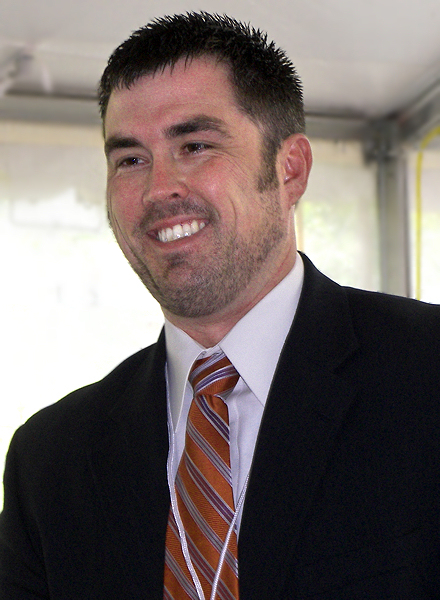
Marcus Luttrell (2007)

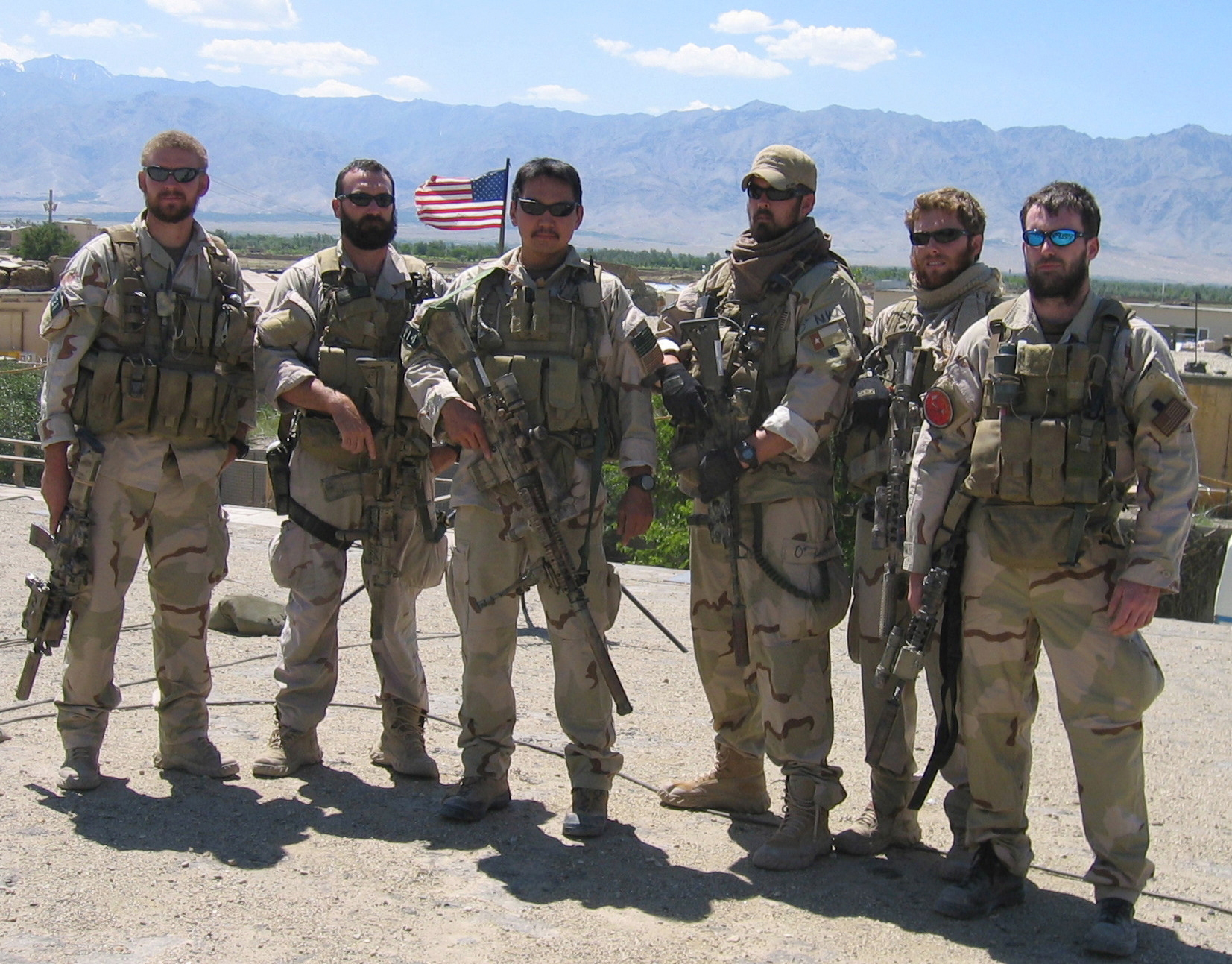
Navy SEALs Axelson, Healy, Suh, Luttrell, Patton, Murphy (v.l.nr.). Außer Luttrell wurden alle während der Operation Red Wings am 28. Juni 2005 getötet

Marcus Luttrell (* 7. November 1975 in Houston, Texas) ist ein ehemaliger United States Navy SEAL. Er ist der einzige Überlebende der Operation Red Wings während des Krieges in Afghanistan. Über seine Erlebnisse schrieb er 2007 den Tatsachenbericht Lone Survivor, der sich zu einem Bestseller entwickelte und 2012 mit Mark Wahlberg in der Hauptrolle verfilmt wurde.

## Leben
Marcus Luttrell wuchs in Texas auf und studierte später an der Sam Houston State University. Er trat im März 1999 der United States Navy bei und schloss seine Ausbildung 2001 als Team Medic ab.
Nach der Verlegung nach Afghanistan nahm Luttrell am 28. Juni 2005 an der Operation Red Wings teil, deren Ziel die Tötung oder Gefangennahme des Talibananführers Ahmad Shah war. Sein Team bestand aus insgesamt vier Navy SEALs: Luttrell, Michael P. Murphy, Danny Dietz und Matthew Axelson. Luttrell und Axelson waren Scharfschützen, Dietz für die Kommunikation verantwortlich und Murphy war Teamleader.
Bereits kurz nach der Landung wurden sie von afghanischen Ziegenhirten entdeckt, die von ihnen zunächst festgehalten, nach längerer Diskussion aber gehen gelassen wurden. Die Hirten benachrichtigten umgehend lokale Talibankräfte, so dass das SEAL-Team binnen einer Stunde von überlegenen Kräften angegriffen wurde. Im folgenden Feuergefecht wurden Murphy, Dietz und Axelson getötet. Ein zur Rettung des Teams entsandter MH-47 Chinook mit SEALs und Mitgliedern des 160th Special Operations Aviation Regiments wurde von einer RPG abgeschossen, wobei alle 16 Soldaten an Bord getötet wurden. Luttrell überlebte die Operation als einziger schwer verletzt und fand bei paschtunischen Einheimischen Unterschlupf, welche die nächste US-Basis benachrichtigten, so dass er nach sechs Tagen von US-amerikanischen Soldaten gerettet werden konnte.
Luttrell kehrte 2006 in die USA zurück und verließ die Navy im folgenden Jahr. Über seine Erlebnisse während der Operation Red Wings verfasste er gemeinsam mit Patrick Robinson das Buch Lone Survivor: The Eyewitness Account of Operation Redwing and the Lost Heroes of SEAL Team 10. 
Luttrells Beschreibungen der Vorgänge wurden von verschiedenen Seiten stark kritisiert. So wurde ihm unter anderem vorgeworfen, die Zahl der Gegner, die vermutlich eher um die 20 betragen haben dürfte, mit 200 anzugeben. Auch der genaue Name der Operation und andere Details hielten einer Überprüfung nicht stand. Das Buch entwickelte sich trotz der Kritik zum Bestseller. Es wurde 2012 unter der Regie von Peter Berg verfilmt. Im Film Lone Survivor übernahm der Schauspieler Mark Wahlberg die Rolle des Marcus Luttrell.
2012 erschien Luttrells zweites Buch Service: A Navy SEAL at War, das er gemeinsam mit James D. Hornfischer verfasst hatte.
Marcus Luttrell ist seit dem Jahr 2010 verheiratet und Vater zweier Kinder.

## Auszeichnungen
Luttrell erhielt für seine herausragende Tapferkeit im Kampf das Navy Cross, die höchste Auszeichnung der US Navy. Seine Kameraden Dietz und Axelson erhielten postum ebenfalls das Navy Cross. Michael P. Murphy wurde 2007 postum mit der Medal of Honor ausgezeichnet.
2009 erhielt Luttrell den Colby Award.

## Werke
- Marcus Luttrell, Patrick Robinson: Lone Survivor. The Eyewitness Account of Operation Redwing and the lost Heroes of SEAL Team 10. Sphere Books, London 2008, ISBN 978-0-7515-4098-7.
- Marcus Luttrell, James D. Hornfischer: Service. A Navy SEAL at War. Little, Brown and Company, New York NY u. a. 2012, ISBN 978-0-316-18536-3.